# Révleányvár, Borsod-Abaúj-Zemplén
Révleányvár este un sat în districtul Cigánd, județul Borsod-Abaúj-Zemplén, Ungaria, având o populație de 510 locuitori (2011). 

## Demografie
Componența etnică a satului Révleányvár
     Maghiari (100%)
Componența confesională a satului Révleányvár
     Reformați (51,18%)
     Greco-catolici (17,06%)
     Romano-catolici (13,92%)
     Necunoscută (17,06%)
     Fără religie (0,78%)
     Alte religii (1,18%)
Conform recensământului din 2011, satul Révleányvár avea 510 locuitori. Din punct de vedere etnic, majoritatea locuitorilor (100,0%) erau maghiari.  Din punct de vedere confesional, majoritatea locuitorilor (51,18%) erau reformați, existând și minorități de greco-catolici (17,06%) și romano-catolici (13,92%). Pentru 17,06% din locuitori nu este cunoscută apartenența confesională.